# Purpura (slak)
Purpura is een geslacht van weekdieren uit de klasse van de Gastropoda (slakken).

## Soorten
- Purpura bufo Lamarck, 1822
- Purpura panama (Röding, 1798)
- Purpura persica (Linnaeus, 1758)